# Verzy
Verzy település Franciaországban, Marne megyében. Lakosainak száma 958 fő (2022. január 1.). Verzy Beaumont-sur-Vesle, Ambonnay, Val-de-Vesle, Trépail, Verzenay, Villers-Marmery és Val-de-Livre községekkel határos.

## Népesség
A település népessége az elmúlt években az alábbi módon változott:
| Lakosok száma | 1058 | 880  | 994  | 1067 | 1037 | 1009 | 974  | 961  | 953  | 958  |
|               | 1968 | 1982 | 1990 | 2006 | 2013 | 2015 | 2017 | 2019 | 2020 | 2022 |